# Pour la conquête de Rome II
Pour les articles homonymes, voir Pour la conquête de Rome I.
Pour plus de détails, voir Fiche technique et Distribution.
Pour la conquête de Rome II (allemand : Kampf um Rom II - Der Verrat ; italien : La guerra per Roma II ; roumain : Bătălia pentru Roma II) est un péplum germano-italo-roumain réalisé par Robert Siodmak et sorti en 1969. Le scénario s'inspire du roman Ein Kampf um Rom (de) (1876) de l'auteur allemand Felix Dahn. Il fait suite à Pour la conquête de Rome I, du même réalisateur, sorti en 1968.

## Synopsis
Lorsque les Ostrogoths attaquent Rome, le consul Cethegus parvient à contrecarrer les plans d'attaque. Il veut libérer sa ville et faire de l'Empire romain à nouveau une puissance.

## Fiche technique
- Titre original : Kampf um Rom II - Der Verrat
- Titre français : Pour la conquête de Rome II
- Réalisation : Robert Siodmak et, non crédités : Andrew Marton, Sergiu Nicolaescu
- Scénario : David Ambrose, Ladislas Fodor, d'après un roman de Felix Dahn
- Photographie : Richard Angst
- Montage : Alfred Srp
- Musique : Riz Ortolani
- Décors : Ernst Schomer
- Costume : Irms Pauli
- Pays d'origine : Allemagne de l'Ouest, Italie, Roumanie
- Langue originale : anglais
- Format : couleur
- Genre : Péplum
- Durée : 94 minutes
- Dates de sortie : 
  - Allemagne de l'Ouest : 21 février 1969

## Distribution
- Laurence Harvey : Cethegus
- Orson Welles : l'empereur Justinien
- Sylva Koscina : l'impératrice Theodora
- Harriet Andersson : Mathaswintha
- Robert Hoffmann : Totila
- Michael Dunn : Narses
- Ingrid Boulting (comme Ingrid Brett) : Julia
- Lang Jeffries : Bélisaire
- Florin Piersic : Witichis
- Emanoil Petrut : Teja
- Friedrich von Ledebur : Hildebrand
- Dieter Eppler : Thorismund
- Ewa Strömberg : Rauthgundis
- Adela Marculescu : Aspa
- Ion Dichiseanu : Furius
- Fory Etterle :
- Mircea Anghelescu : Aligern
- Adrian Mihai : (non crédité)
- Joachim Nottke : narrateur (non crédité)